# Барроу-пойнтский язык
Барроу-пойнтский язык — исчезнувший язык австралийских аборигенов. Основным его ареалом были окрестности Барроу-Пойнта по побережью залива Принцессы Шарлотты — на полуострове Кейп-Йорк в штате Квинсленд. Согласно данным онлайн-справочника Ethnologue, в 1981 году был найден последний носитель этого языка. К 2005 году язык вымер окончательно.
Барроу-пойнтский язык входит в группу языков куку-йимитирр, принадлежащую языковой семье пама-ньюнга.
В фонологической системе барроу-пойнтского языка отмечается наличие двух фрикативных согласных фонем /ð/ и /ɣ/, нехарактерных для фонологии большинства австралийских языков.
Эти звуки развились из согласных *t̪ и *k в позиции после долгой гласной под ударением (с последующим сокращением долготы этой гласной).